# Campeonato Piauiense de Futebol de 2006
O Campeonato Piauiense de Futebol de 2006 foi o 66º campeonato de futebol do Piauí. A competição foi organizada pela Federação de Futebol do Piauí (FFP) e o campeão foi o Parnahyba.

## Premiação
| Campeonato Piauiense de Futebol de 2006 |
| Parnaíba                                |
| --------------------------------------- |
| PARNAHYBA Tricampeão (11º título)       |